# Susceptibilité de divers salmonidés à Myxobolus cerebralis

Cette page présente sous forme de tableau la susceptibilité de diverses espèces de salmonidés à l'espèce de Cnidaires Myxobolus cerebralis.
| Genre        | Nom commun                   | Score |
| ------------ | ---------------------------- | ----- |
| Oncorhynchus | Truite arc-en-ciel           | 3     |
| Oncorhynchus | Truite arc-en-ciel           | 3     |
| Oncorhynchus | Truite fardée                |       |
| Oncorhynchus | Le fardée de Yellowstone     | 2     |
| Oncorhynchus | Fardée du versant de l'ouest | 2     |
| Oncorhynchus | Fardée du fleuve Colorado    | 2     |
| Oncorhynchus | Coupe-gorge du Rio Grande    | 2     |
| Oncorhynchus | Fardée à dos vert            | 2     |
| Oncorhynchus | Saumon quinnat               | 2     |
| Oncorhynchus | Saumon rouge                 | 3     |
| Oncorhynchus | Saumon kéta                  | 1 S   |
| Oncorhynchus | Saumon rose                  | 1 S   |
| Oncorhynchus | Saumon cerise                | 1 S   |
| Oncorhynchus | Saumon coho                  | 1     |
| Salvelinus   | Omble de fontaine            | 2     |
| Salvelinus   | Dolly Varden                 | 1 S   |
| Salvelinus   | Omble à tête plate           | 1     |
| Salvelinus   | truite de lac                | 0 S   |
| Salmo        | Saumon atlantique            | 2S    |
| Salmo        | truite brune                 | 1     |
| Prosopium    | Corégone des montagnes       | 2S    |
| Thymelle     | Ombre d'Europe               | 2S    |
| Thymelle     | Ombre arctique               | 0     |
| Hucho        | Saumon du Danube             | 3     |

La sensibilité est définie en laboratoire en exposant les salmonidés au Myxobolus cerebralis à des stades de vie vulnérables. Les scores allant de 0 à 3 ou S lorsque les données ne sont pas claires ou insuffisantes :
- 0=résistant, aucune spore ne se développe ;
- 1 = résistance partielle, maladie clinique rare et ne se développant qu'en cas d'exposition à de très fortes doses de parasites.
- 2 = sensible, maladie clinique courante à fortes doses de parasites, mais plus grande résistance à la maladie à faibles doses.
- 3 = très sensible, maladie clinique courante.
- S = la sensibilité n'est pas claire (rapports contradictoires, données insuffisantes, absence de confirmation de M. cerebralis ).

Données rassemblées par Beth MacConnell et Dick Vincent et utilisées avec l'autorisation de la Whirling Disease Initiative, qui a financé l'étude.

## Sources et références
1. ↑  (en) MacConnell, E et E. R. Vincent, The effects of Myxobolus cerebralis on the salmonid host, Wilson, editors, 2002, p. 95–107